# Aeletes aciculatus
Aeletes aciculatus är en skalbaggsart som beskrevs av Wenzel 1944. Aeletes aciculatus ingår i släktet Aeletes och familjen stumpbaggar. Inga underarter finns listade i Catalogue of Life.